# Französischer Revolutionskalender/Y11
Dies ist der Französische Revolutionskalender für das Jahr XI der Republik, das vom 23. September 1802 bis zum 23. September 1803 des gregorianischen Kalenders dauerte.